# 陳翊瑄
陳翊瑄（2002年4月10日—），台灣新竹人，為台灣的棒球選手之一，曾就讀於臺北市立大理高級中學以及中國文化大學，曾效力於中華職棒台鋼雄鷹，2024年10月14日被台鋼雄鷹釋出。

## 外部連結
- 陳翊瑄在台灣棒球維基館上的頁面（繁體中文）
- 陳翊瑄在中華職棒官網